# Кидд, Колин
Колин Кидд (англ. Colin Kidd; род. 1964) — британский историк, британовед и американист. Доктор философии, именной профессор Сент-Эндрюсского университета и ранее профессор Университета Глазго, феллоу Колледжа всех душ (с 2005), член Британской академии (2010) и Эдинбургского королевского общества (2002). Специалист по интеллектуальной истории английского Просвещения.
В 1982-85 гг. учился в кембриджском колледже Гонвилл-энд-Киз. В 1985-86 гг. приглашенный феллоу Гарварда. В 1987—1994 феллоу Колледжа всех душ (с 1992 исследовательский постдок). В 1994—2010 профессор современной истории Университета Глазго. В 2010—2012 проф. Университета Квинс в Белфасте. С 2005 вновь феллоу Колледжа всех душ. В 2006 читал Carlyle Lectures. Публиковался в The Guardian. Ныне именной профессор (Wardlaw Professor) современной истории Сент-Эндрюсского университета.
В 1999—2004 редактор Scottish Historical Review.
Автор книг Subverting Scotland’s Past (1993), British Identities before Nationalism (1999), The Forging of Races (2006). Соредактор Beyond the Enlightenment (2023).